# Metansulfonsyra
Metansulfonsyra är den enklaste organiska sulfonsyran. Syrans salter och estrar kallas mesylater.
Metansulfonsyra kan användas för att tillverka boran (BH3). Genom att låta syran angripa natriumborhydrid (NaBH4) i ett lämpligt lösningsmedel som till exempel tetrahydrofuran (C4H8O) eller dimetylsulfid (S(CH3)2).
{\displaystyle {\rm {CH_{3}SO_{2}OH+NaBH_{4}\rightarrow BH_{3}+Na^{+}+CH_{3}SO(OH)_{2}^{-}}}}
Saltet natriummesylat (NaCH3SO(OH)2) blir restprodukt.